# Rejon sabiński
Rejon sabiński (ros. Сабинский район, tatar. Саба районы) – rejon w należącej do Rosji autonomicznej republice Tatarstanu.
Rejon leży w północnej części kraju, jego ośrodkiem administracyjnym jest osiedle typu miejskiego Bogatyje Saby. Według danych na rok 2020 rejon zamieszkiwało 30 810 osób, a gęstość zaludnienia wyniosła 28,09 os./km2. Ponad 96% populacji stanowią Tatarzy, 3% Rosjanie oraz 1% pozostałe narodowości.

## Geografia
Rejon sabiński graniczy z rejonami arskim, bałtasińskim, kukmorskim oraz tiulaczinskim.
Powierzchnia rejonu wynosi 1097 km2.

## Galeria

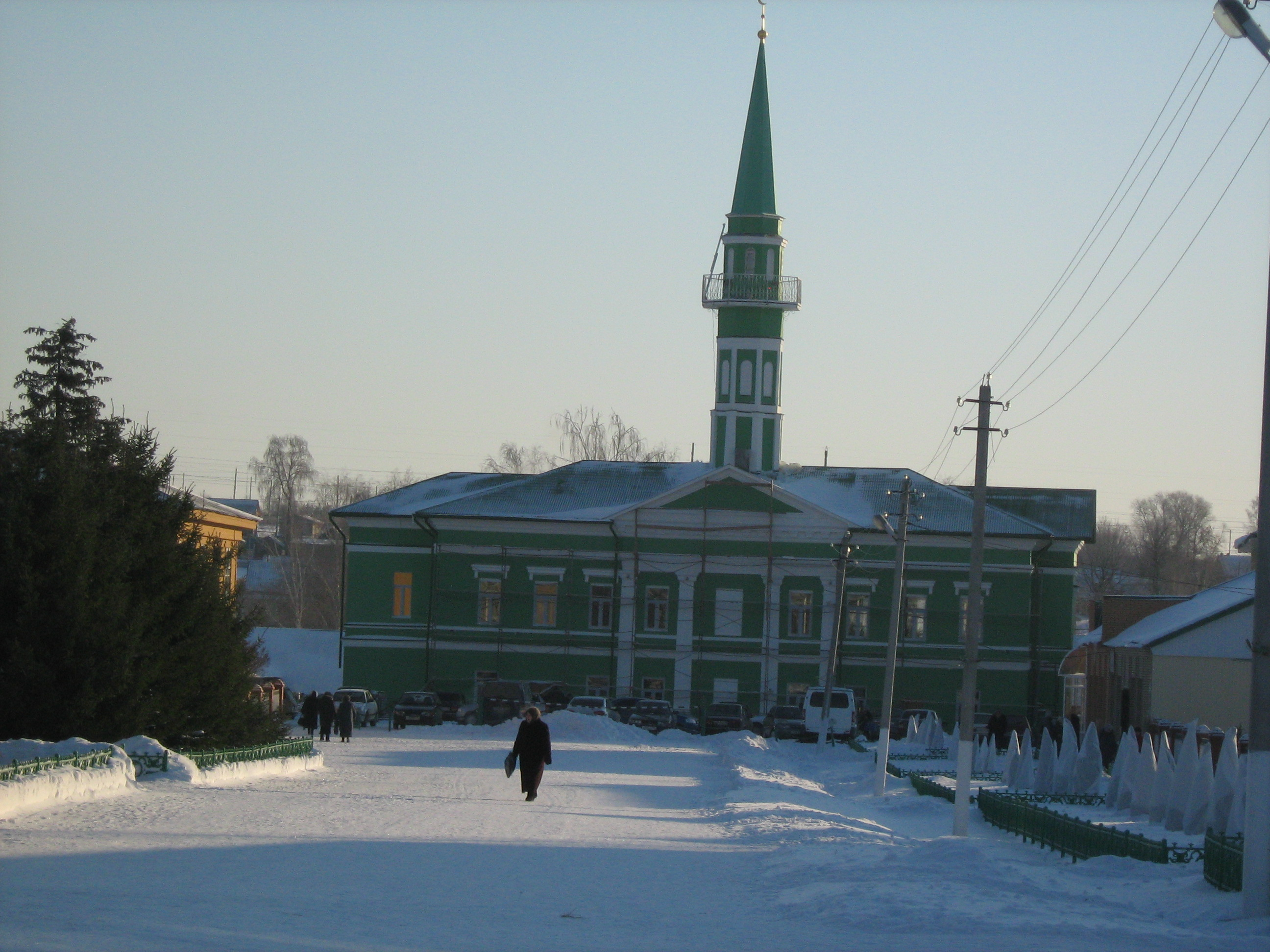
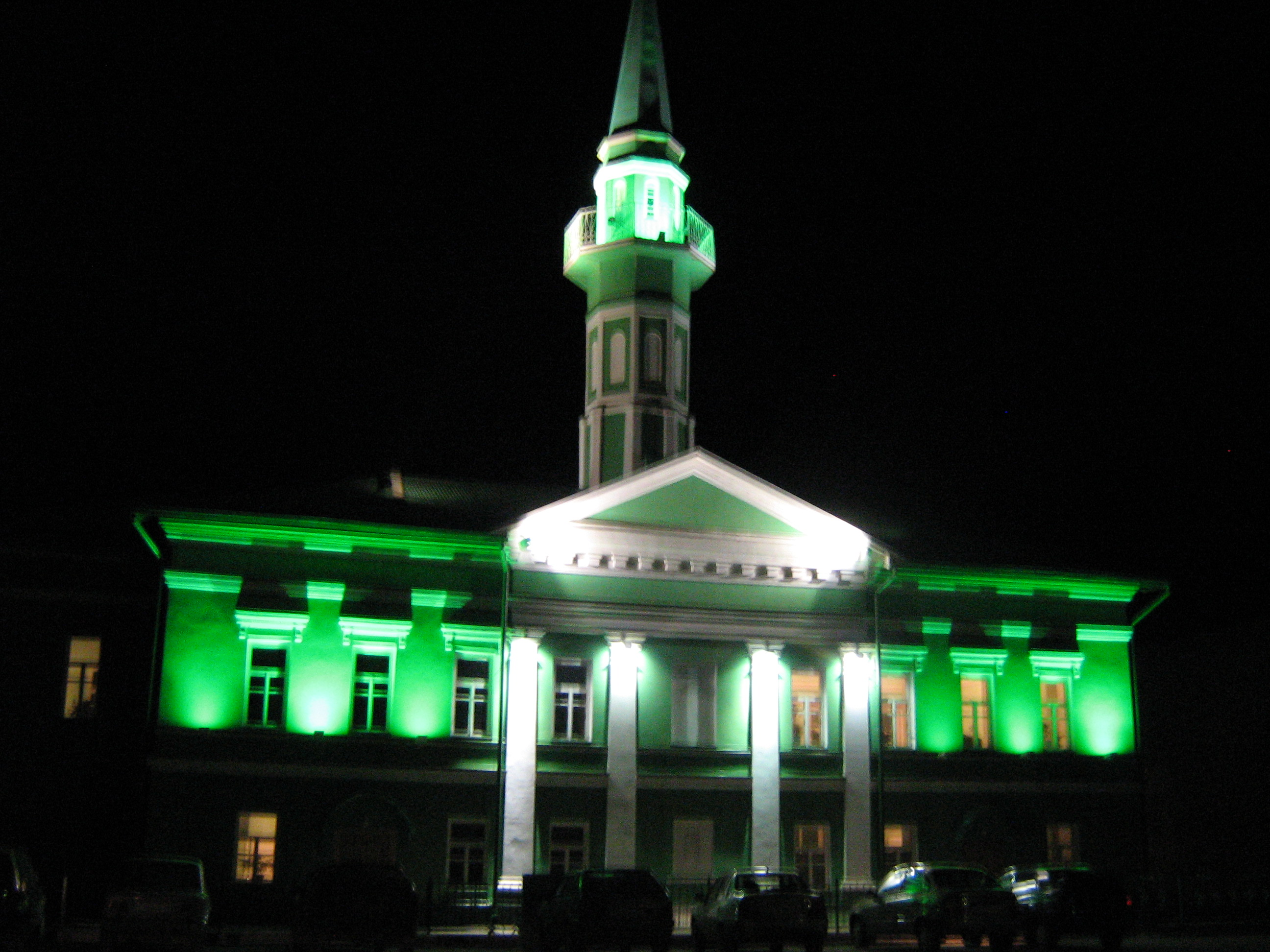
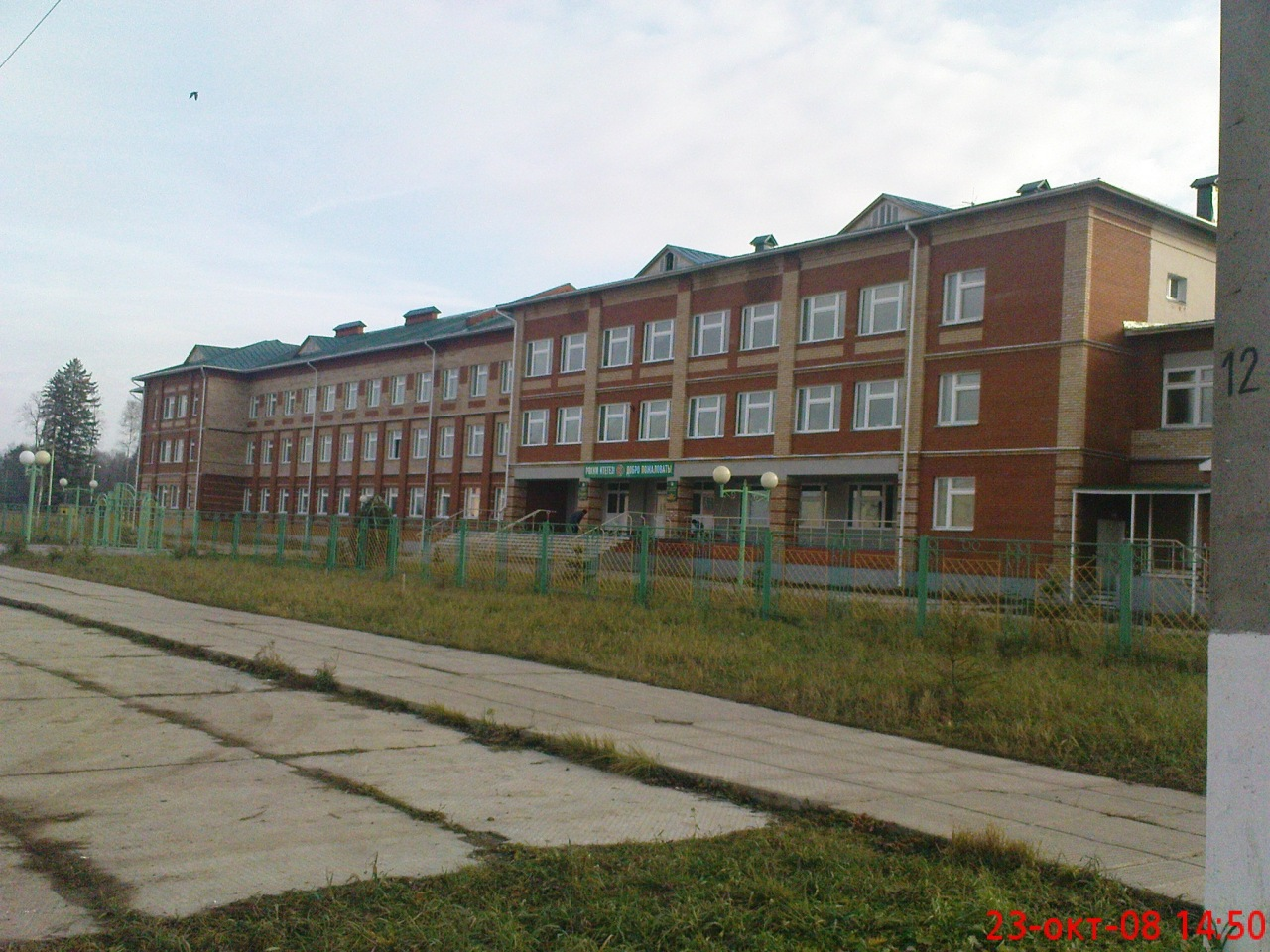
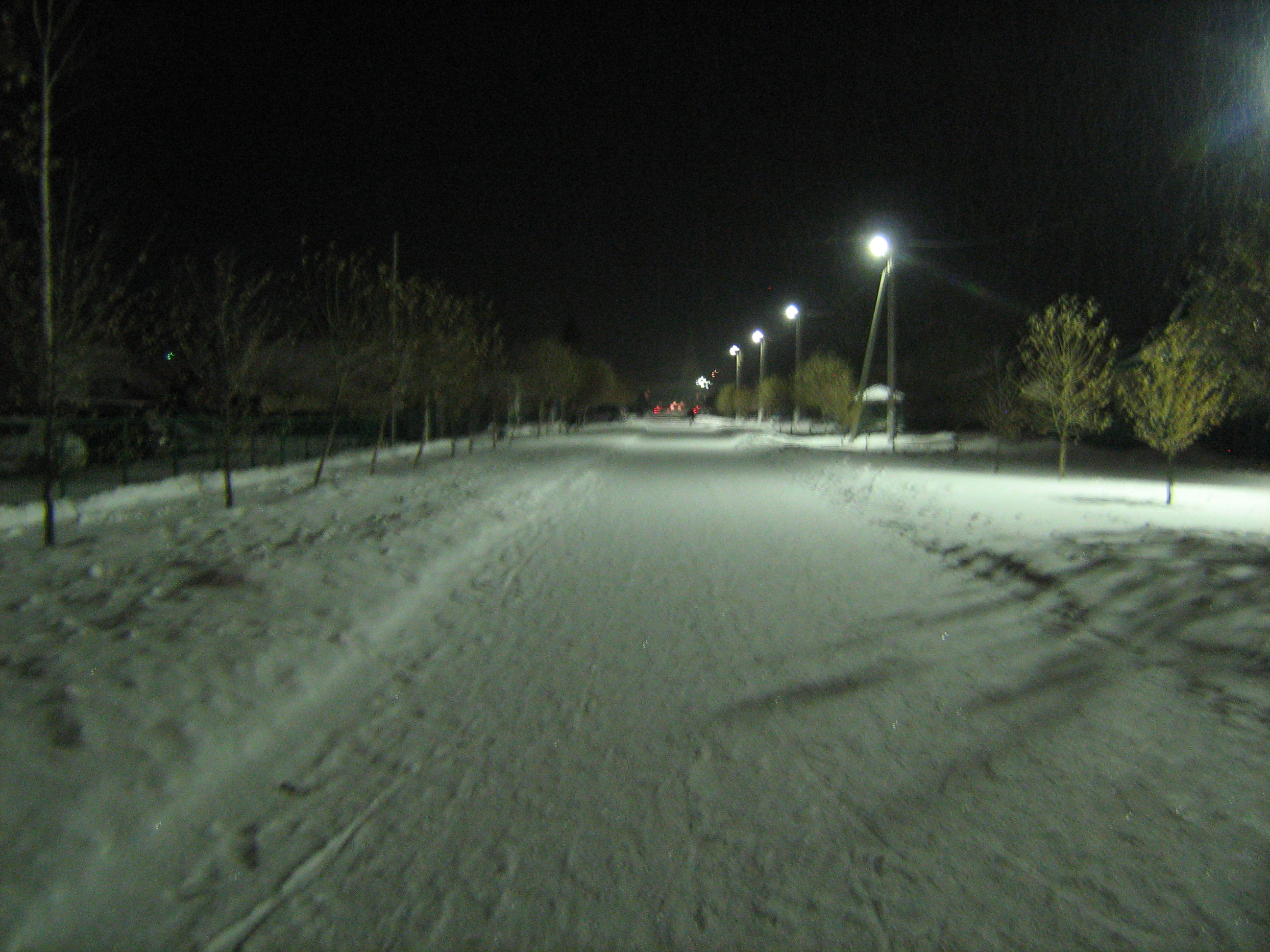